# Expérimental (revue)
Expérimental est une revue consacrée à la construction aéronautique amateur.

## Généralités
La revue Expérimental est apparue en janvier 1986. Comme son sous-titre l’indique clairement, elle se veut « la revue du pilote constructeur » et s’adresse à tout pilote constructeur de son appareil, qu’il soit avion, ultra-léger, hélicoptère, moteur, voire équipement aéronautique. Elle présente les dernières innovations en matière de construction aéronautique amateur avec des articles, dont au moins un détaillé sur un appareil particulier, ainsi que des photographies.
Pour son premier exemplaire de 34 pages, le directeur de la publication est François Brachet, le rédacteur en chef est François Besse, le dessinateur technique Jean Molveau et le directeur artistique Michel Cazelles
En 1998, Expérimental absorbe la revue Fox Echos, une revue spécialisée dans l’aviation ultra-légère et les modèles en kit sous titrée « Pour l'amateur d'aéronefs ». L’ensemble est connu sous le nom Expérimental/Fox-Echos, la revue des constructeurs amateurs

## Source
(en) « Expérimental sur Aeroflight.co.uk » (consulté le 6 mai 2010)